# Ophiogomphus purepecha
Ophiogomphus purepecha es una libélula de la familia de las libélulas topo. Esta especie es endémica de México y solo se ha encontrado en la zona de Los Azufres, Michoacán. Fue descrita en el año 2000 por Enrique González-Soriano y Pilar Villeda-Callejas1.

## Clasificación
El género Ophiogompus comprende 27 especies de distribución holártica, de éstas, 19 ocurren al norte de la frontera México-E.U.A. y una al sur. Se considera que Ophiogomphus representa el grupo hermano del género neotropical Erpetogomphus1,2.

## Descripción
- Cabeza: Ojos azul grisáceo, resto de la cabeza verde amarillento.
- Tórax: verde amarillento con marcas negras en los lóbulos anterior y posterior de protórax, línea en el borde antealar y carina medio dorsal.
- Abdomen: principalmente amarillo con marcas negras .

## Distribución
Vive solo en el Estado de Michoacán, en México1.

## Hábitat
Solo se conoce de la localidad tipo, en un río de montaña en bosque de coníferas1.

## Estado de conservación
No se considera dentro de ninguna categoría de riesgo.